# Europeiska inomhusmästerskapen i friidrott 1983
Europeiska inomhusmästerskapen i friidrott 1983 genomfördes 1983 i Budapest, Ungern. 

## Medaljörer, resultat

### Herrar

#### 60 m
- 1 Stefano Tilli, Italien – 6,63
- 2 Christian Haas, Västtyskland – 6,64
- 3 Valentin Atanasov, Bulgarien – 6,66

#### 200 m
- 1 Aleksandr Jevgenev, Sovjetunionen  – 20,97
- 2 Jacques Borlée, Belgien  – 21,13
- 3 István Nagy, Ungern – 21,18

#### 400 m
- 1 Jevgenij Lomtev, Sovjetunionen  – 46,20
- 2 Ainsley Bennett, Storbritannien  – 46,43
- 3 Ángel Heras, Spanien – 46,57

#### 800 m
- 1 Colomán Trabado, Spanien – 1.46,91
- 2 Peter Elliott, Storbritannien – 1.47,58
- 3 Thierry Tonnelier, Frankrike – 1.47,68

#### 1 500 m
- 1 Thomas Wessinghage, Västtyskland – 3.39,82
- 2 José Manuel Abascal, Spanien – 3.40,39
- 3 Antti Loikkanen, Finland – 3.41,31

#### 3 000 m
- 1 Dragan Zdravković, Jugoslavien – 7.54,73
- 2 Valerij Abramov, Sovjetunionen –  7.57,79
- 3 Uwe Mönkemeyer, Västtyskland –  7.58,11

#### Häck 60 m
- 1 Thomas Munkelt, Östtyskland  – 7,48
- 2 Arto Bryggare, Finland – 7,60
- 3 Andreas Oschkenat, Östtyskland  – 7,63

#### Stafett 4 x 400 m
- Ingen tävling

#### Höjdhopp
- 1 Carlo Thränhardt, Västtyskland – 2,32
- 2 Gerd Nagel. Västtyskland – 2,30
- 3 Massimo Di Giorgio, Italien – 2,27
- 3 Miroslaw Wlodarczyk, Polen – 2,27

#### Längdhopp
- 1 László Szalma, Ungern – 7,95
- 2 Gyula Pálóczi, Ungern – 7,90
- 3 Jens Knipphals, Västtyskland – 7,82

#### Stavhopp
- 1 Vladimir Poljakov, Sovjetunionen  – 5,60
- 2 Aleksandrs Obižajevs, Sovjetunionen – 5,60
- 3 Patrick Abada, Frankrike – 5,55

#### Trestegshopp
- 1 Nikolaj Musijenko, Sovjetunionen – 17,12
- 2 Gennadij Valjukevitj, Sovjetunionen – 16,94
- 3 Béla Bakosi, Ungern – 16,90

#### Kulstötning
- 1 Jânis Bojars, Sovjetunionen – 20,58
- 2 Aleksandr Barysjnikov, Sovjetunionen – 20,44
- 3 Ivan Ivancić, Jugoslavien – 20,26

### Damer

#### 60 m
- 1 Marlies Göhr, Östtyskland – 7,09
- 2 Silke Gladisch, Östtyskland – 7,12
- 3 Marisa Masullo, Italien – 7,19

#### 200 m
- 1 Marita Koch, Östtyskland – 22,39
- 2 Joan Baptiste, Storbritannien – 23,37
- 3 Christina Sussiek, Västtyskland – 23,61

#### 400 m
- 1 Jarmila Kratochvílová, Tjeckoslovakien – 49,69
- 2 Kirsten Siemon, Östtyskland – 51,70
- 3 Rositsa Stamenova, Bulgarien – 52,36

#### 800 m
- 1 Svetlana Kitova, Sovjetunionen – 2.01,28
- 2 Zuzana Moravcíková, Tjeckoslovakien – 2.01,66
- 3 Olga Simakova, Sovjetunionen – 2.02,25

#### 1 500 m
- 1 Brigitte Kraus, Västtyskland – 4.16,14
- 2 Maria Radu, Rumänien – 4.17,16
- 3 Ivana Kleinová, Tjeckoslovakien – 4.17,21

#### 3 000 m
- 1 Jelena Sipatova, Sovjetunionen – 9.04,40
- 2 Agnese Possamai, Italien – 9.04,41
- 3 Jelena Malychina, Sovjetunionen – 9.04,52

#### Häck 60 m
- 1 Bettine Jahn, Östtyskland – 7,75
- 2 Kerstin Knabe, Östtyskland – 7,96
- 3 Tatjana Maljuvanjets, Sovjetunionen – 8,07

#### Stafett 4 x 400 m
- Ingen tävling

#### Höjdhopp
- 1 Tamara Bykova, Sovjetunionen – 2,03
- 2 Larisa Kositsyna, Sovjetunionen  – 1,94
- 3 Maryse Ewanjé-Épée, Frankrike – 1,92

#### Längdhopp
- 1 Eva Murková, Tjeckoslovakien  – 6,77
- 2 Helga Radtke, Östtyskland  – 6,63
- 3 Heike Drechsler, Östtyskland – 6,61

#### Kulstötning
- 1 Helena Fibingerová, Tjeckoslovakien – 20,61
- 2 Helma Knorscheidt, Östtyskland – 20,35
- 3 Zdenka Šilhavá, Tjeckoslovakien – 19,56

## Medaljfördelning
| Medaljfördelning |                 |      |        |       |        |
| Plats            | Land            | Guld | Silver | Brons | Totalt |
| 1                | Sovjetunionen   | 8    | 5      | 3     | 16     |
| 2                | Östtyskland     | 4    | 5      | 2     | 11     |
| 3                | Västtyskland    | 3    | 2      | 3     | 8      |
| 4                | Tjeckoslovakien | 3    | 1      | 2     | 6      |
| 5                | Italien         | 1    | 1      | 2     | 4      |
|                  | Ungern          | 1    | 1      | 2     | 4      |
| 7                | Spanien         | 1    | 1      | 1     | 3      |
| 8                | Jugoslavien     | 1    | 0      | 1     | 2      |
| 9                | Storbritannien  | 0    | 3      | 0     | 3      |
| 10               | Finland         | 0    | 1      | 1     | 2      |
| 11               | Belgien         | 0    | 1      | 0     | 1      |
|                  | Rumänien        | 0    | 1      | 0     | 1      |
| 13               | Frankrike       | 0    | 0      | 3     | 3      |
| 14               | Bulgarien       | 0    | 0      | 2     | 2      |
| 15               | Polen           | 0    | 0      | 1     | 1      |